# 訃報 1995年9月
訃報 1995年9月（ふほう 1995ねん9がつ）では、1995年（平成7年）9月中に物故した、又は物故が報じられた人物についてまとめる。

## （1日 - 15日）

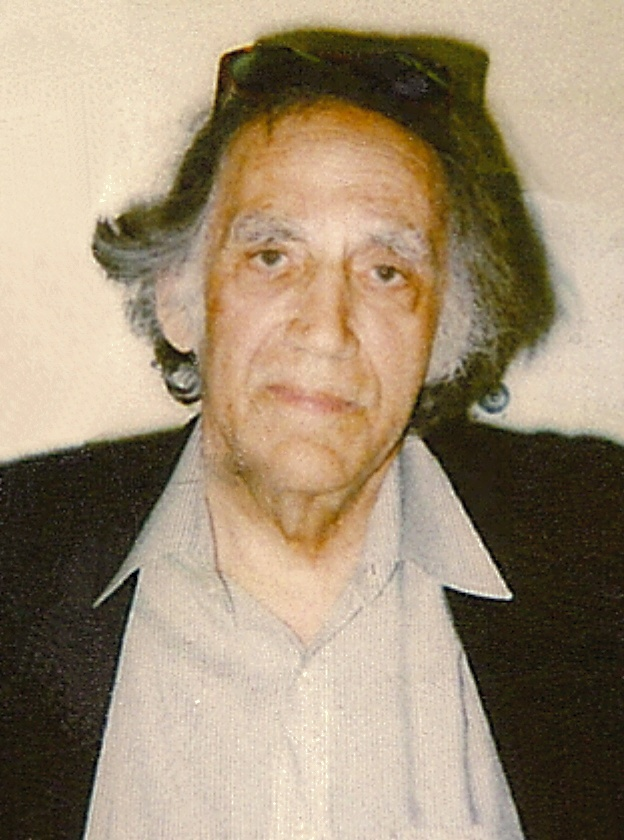
ウィリアム・クンスラー / 9月4日没

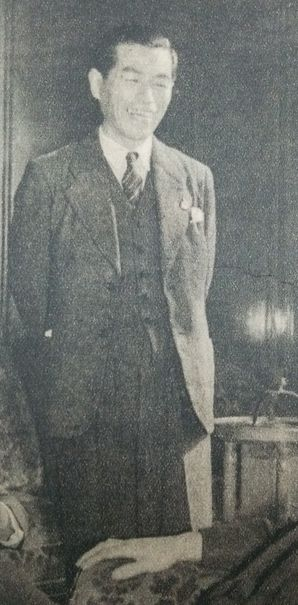
降旗徳弥 / 9月5日没

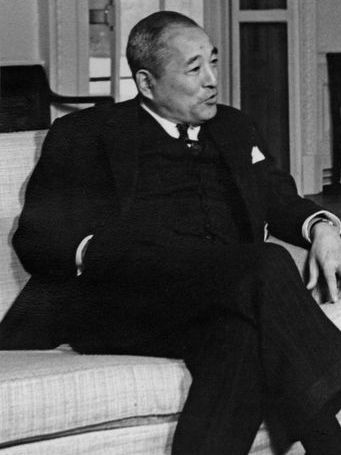
朝海浩一郎 / 9月9日没

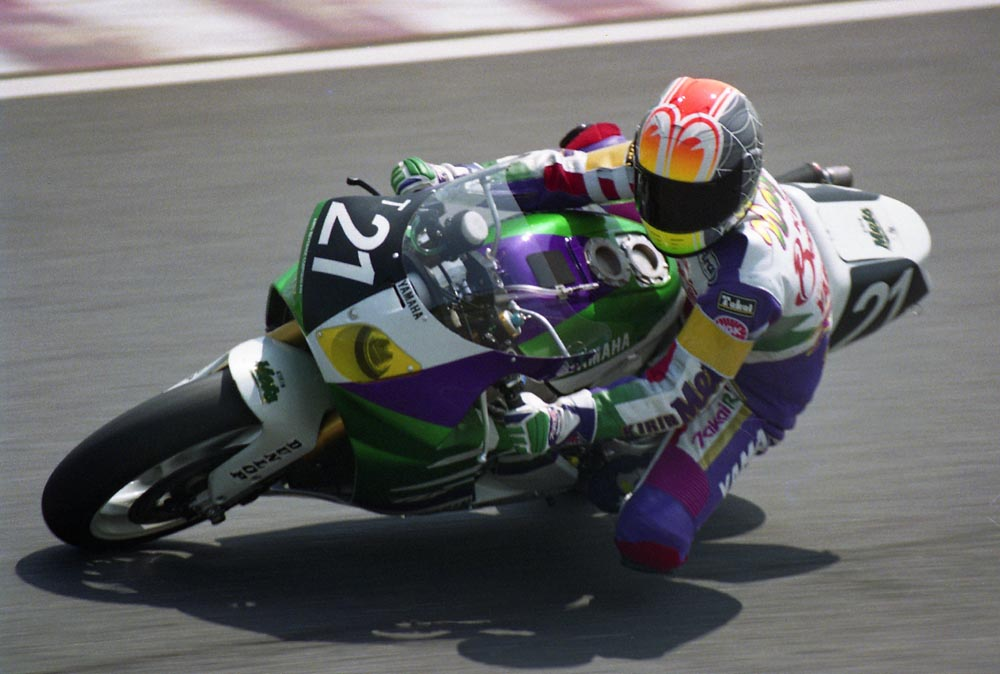
永井康友 / 9月12日没

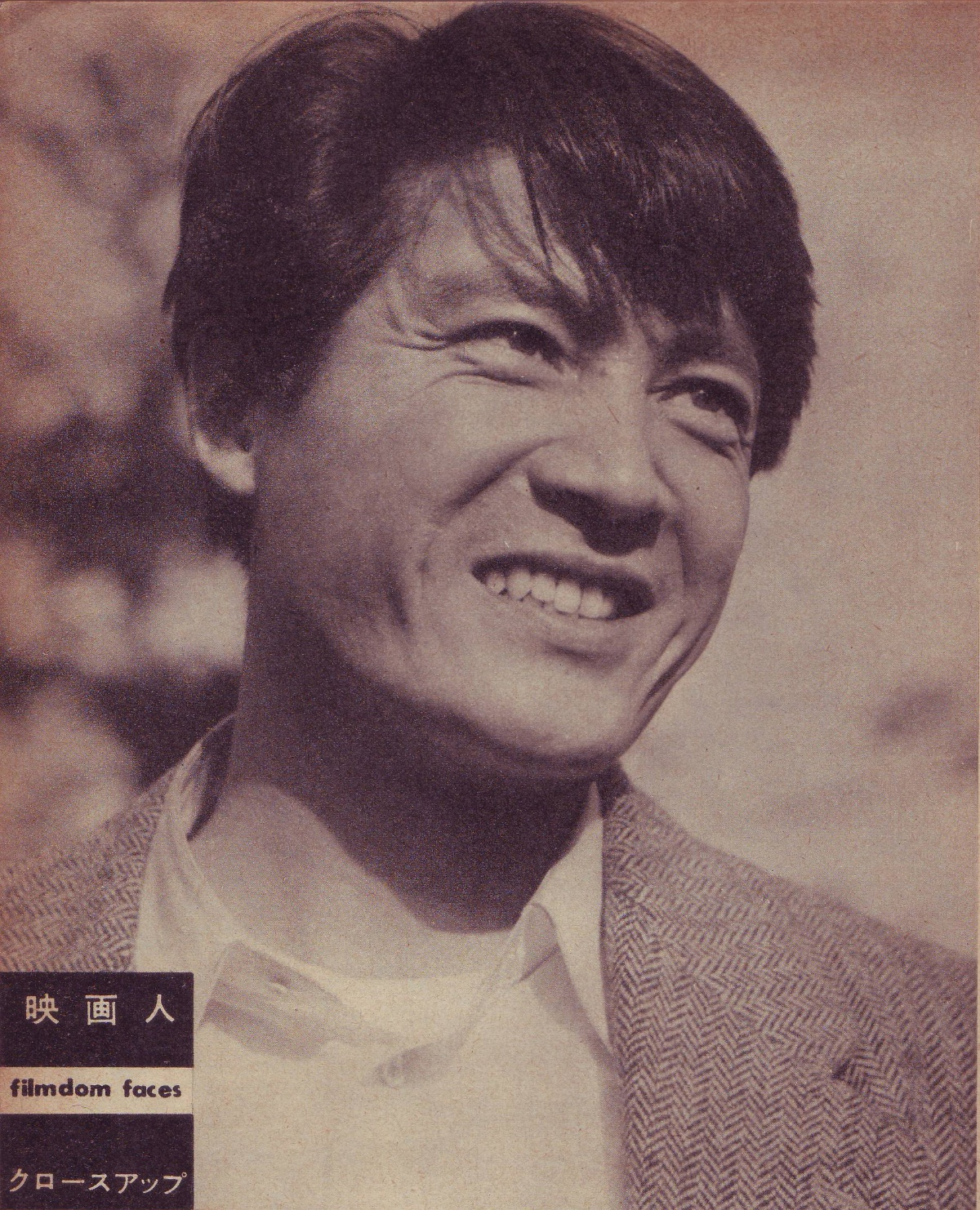
岡田英次 / 9月14日没

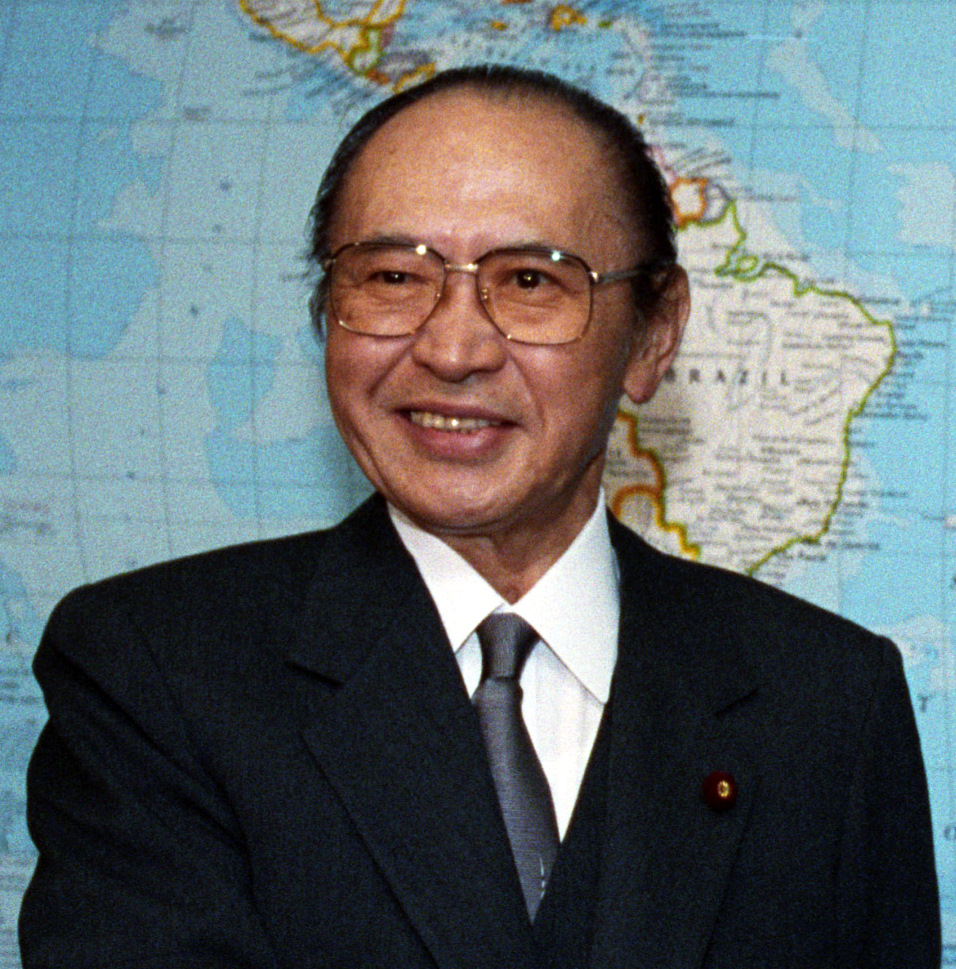
渡辺美智雄 / 9月15日没

- 9月2日 - ヴァーツラフ・ノイマン、指揮者（* 1920年）
- 9月3日 - 石井智、元TBSアナウンサー（* 1935年）
- 9月4日 - ウィリアム・クンスラー、弁護士（* 1919年）
- 9月5日 - 降旗徳弥、元逓信大臣・松本市長（* 1898年）
- 9月9日 - 朝海浩一郎、外交官（* 1906年）
- 9月9日 - 高木彬光、推理作家（* 1920年）
- 9月9日 - グレート金山、プロボクサー（* 1963年）
- 9月10日 - 高橋正雄、経済学者（*1901年）
- 9月10日 - 鈴木章治、ジャズクラリネット奏者（* 1932年）
- 9月11日 - キース・オドール、レーシングドライバー   （* 1962年）
- 9月12日 - ジェレミー・ブレット、俳優（* 1933年）
- 9月12日 - 永井康友、オートバイレーサー（* 1965年）
- 9月14日 - 岡田英次、俳優（* 1920年）
- 9月15日 - 渡辺美智雄、政治家、元副総理・外務大臣（* 1923年）

## （16日 - 30日）

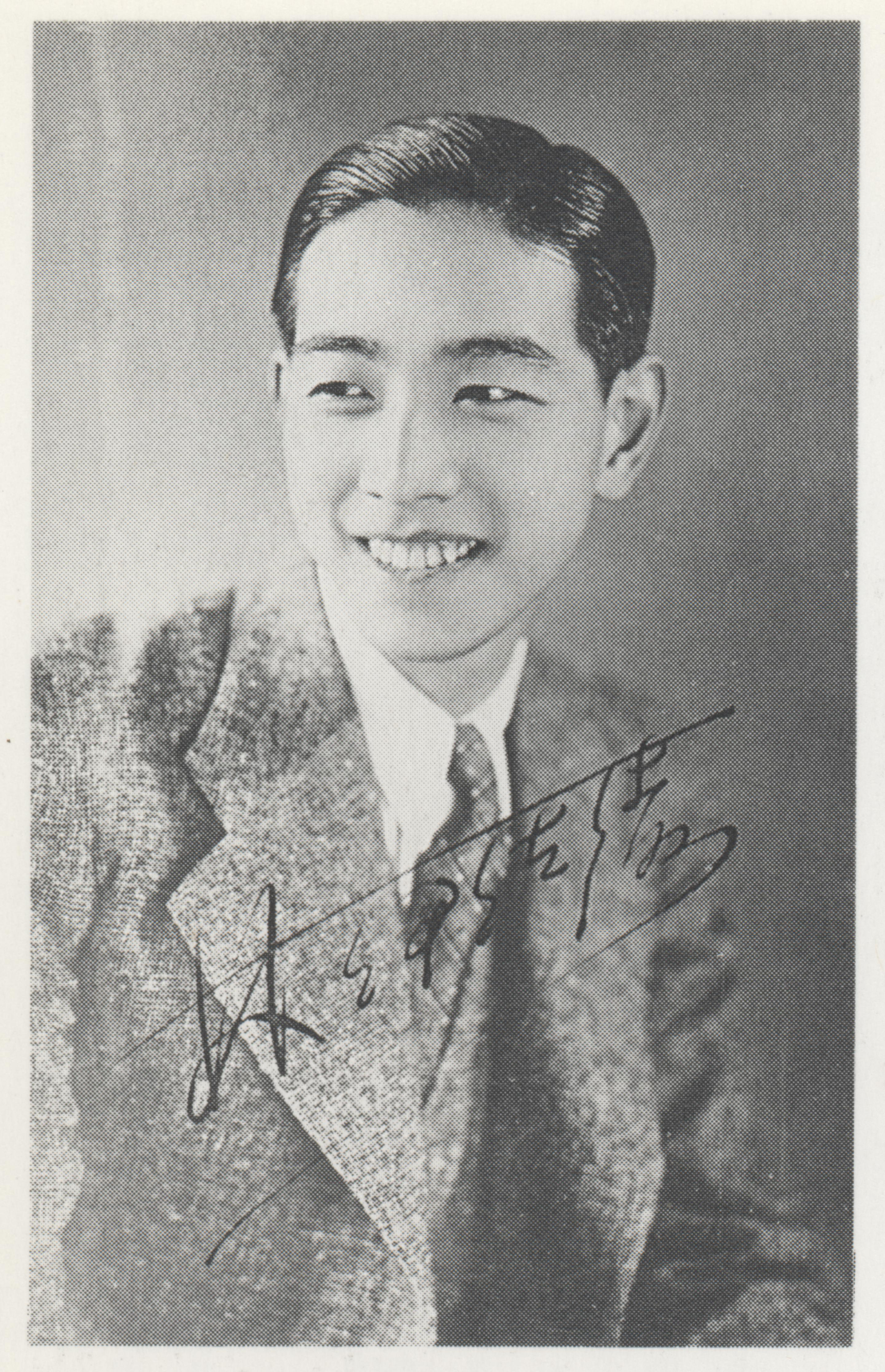
林伊佐緒 / 9月29日没

- 9月18日 - 宮口二郎、俳優（* 1940年）
- 9月19日 - 大西鐡之祐、ラグビー指導者（* 1916年）
- 9月20日 - 時葉山敏夫、元大相撲力士（* 1944年）
- 9月23日 - アルブレヒト・ウンゼルト、天文学者（* 1905年）
- 9月25日 - 及川ヒロオ、声優（* 1935年）
- 9月25日 - 富山敬、俳優、声優（* 1938年）
- 9月29日 - 林伊佐緒、歌手、作曲家（* 1912年）